# Jeanette Nolan
Jeanette Nolan (* 30. Dezember 1911 in Los Angeles, Kalifornien; † 5. Juni 1998 ebenda) war eine US-amerikanische Schauspielerin.

## Leben
Die gebürtige Kalifornierin begann ihre Karriere im Pasadena Playhouse, während sie das College besuchte. Außerdem machte sie Radio-Hörspiele. In den frühen 1930er Jahren lernte sie den Schauspieler John McIntire kennen und heiratete ihn 1935. Im selben Jahr siedelten sie nach New York City über um bei dortigen Radiosendern zu arbeiten. Seine Freizeit verbrachte das Paar auf einer Ranch in Montana, die sie sich 1937 gekauft hatten.
Ihren ersten Filmauftritt hatte Jeanette Nolan in Orson Welles’ Kinoadaption von Shakespeares Macbeth. Da Welles nach den Dreharbeiten den Film noch oft umschnitt, wurde er in New York erst zwei Jahre nach Fertigstellung aufgeführt. In den darauffolgenden 50 Jahren spielte Jeanette Nolan in einer großen Zahl von Filmen mit, meist in substanziellen Nebenrollen. Schon früh spielte sie auch ältere Rollen, so etwa die Mutter von Lorenz Hart, der von dem nur neun Jahre jüngeren Mickey Rooney in dem Musical-Komponisten-Porträt Words and Music (1948) gespielt wurde. Mit ihrem Ehemann war Nolan 1950 in Mein Glück in deine Hände zu sehen. Unter der Regie von John Ford drehte sie die zwei Western Zwei ritten zusammen (1961) und Der Mann, der Liberty Valance erschoß (1962). Sie lieh zwei Figuren aus Zeichentrickfilmen von Walt Disney ihre Stimme: Ellie Mae in Bernard und Bianca – Die Mäusepolizei und der Witwe Tweed in Cap und Capper. Außerdem sprach sie zusammen mit den Schauspielern Virginia Gregg und Paul Jasmin die Rolle von Normans Mutter im Thriller Psycho von Alfred Hitchcock, die Stimmen der drei Schauspieler wurden hierbei in der Postproduktion miteinander abgemischt.
Im Fernsehen konnte Nolan sich in vielen Rollen auszeichnen, beispielsweise auch im Pilotfilm zur Serie Die Leute von der Shiloh-Ranch. Insgesamt wurde Jeanette Nolan viermal für den Emmy Award nominiert. Bis in die späten 1980er Jahre blieb sie regelmäßig tätig, unter anderem spielte sie in zwei Folgen von Columbo und trat in einer Episode der Serie Golden Girls auf. Insgesamt absolvierte sie über 300 Auftritte in den verschiedensten Fernsehsendungen. Mit einem markanten Kurzauftritt als Mutter von Robert Redford in Der Pferdeflüsterer, der wenige Wochen vor ihrem Tod in die Kinos kam, beendete Jeanette Nolan ihre lange Laufbahn als Schauspielerin.
Jeanette Nolan hatte mit ihrem Mann zwei Kinder. Sie lebte bis zu ihrem Tod auf der Ranch in Montana. Sie verstarb 1998 an den Folgen eines Schlaganfalls.

## Filmografie (Auswahl)
- 1948: Macbeth – Der Königsmörder (Macbeth)
- 1948: Words and Music
- 1949: Abandoned
- 1950: Mein Glück in deine Hände (No Sad Songs for Me)
- 1950: Ohne Gesetz (Saddle Tramp)
- 1950: Kim – Geheimdienst in Indien (Kim)
- 1951: Vergeltung am Teufelssee (The Secret of Convict Lake)
- 1952: Mein Sohn entdeckt die Liebe (Sacré Printemps...)
- 1952: Goldraub in Texas (Hangman’s Knot)
- 1953: Heißes Eisen (The Big Heat)
- 1955: Ein Mann wie der Teufel (A Lawless Street)
- 1956: Mein Wille ist Gesetz (Tribute to a Bad Man)
- 1956: Die 7. Kavallerie (7th Cavalry)
- 1957: Von Rache getrieben (The Halliday Brand)
- 1957: Das Fort der mutigen Frauen (The Guns of Fort Petticoat)
- 1957: Junges Glück im April (April Love)
- 1957–1964: Alfred Hitchcock präsentiert (Alfred Hitchcock Presents, Fernsehserie, 5 Folgen)
- 1957–1972: Rauchende Colts (Gunsmoke, Fernsehserie, 8 Folgen)
- 1958: Durchbruch bei Morgenrot (The Deep Six)
- 1958: Der Tod reitet mit (Wild Heritage)
- 1958–1962: Have Gun – Will Travel (Fernsehserie, 4 Folgen)
- 1958–1965: Perry Mason (Fernsehserie, 6 Folgen)
- 1959: Peter Gunn (Fernsehserie, 1 Folge)
- 1959–1960: Hotel de Paree (Fernsehserie, 29 Folgen)
- 1960: Psycho (Sprechrolle)
- 1960: Ein charmanter Hochstapler (The Great Impostor)
- 1961: Zwei ritten zusammen (Two Rode Together)
- 1962: Der Mann, der Liberty Valance erschoß (The Man Who Shot Liberty Valance)
- 1962/1963: Twilight Zone (The Twilight Zone, Fernsehserie, 2 Folgen)
- 1963: Am Fuß der blauen Berge (Laramie, Fernsehserie, 1 Folge)
- 1963: Rufmord (Twilight of Honor)
- 1963–1964: The Richard Boone Show (Fernsehserie, 20 Folgen)
- 1963–1964: Stationsarzt Dr. Kildare (Dr. Kildare, Fernsehserie, 3 Folgen)
- 1963–1970: Die Leute von der Shiloh Ranch (The Virginian, Fernsehserie, 26 Folgen)
- 1964: Lassie (Fernsehserie, 1 Folge)
- 1964–1966: Meine drei Söhne (My Three Sons, Fernsehserie, 4 Folgen)
- 1965: Solo für O.N.C.E.L. (The Man from U.N.C.L.E., Fernsehserie, 1 Folge)
- 1965: Tammy, das Mädchen vom Hausboot (Tammy, Fernsehserie, 1 Folge)
- 1965–1966: Tennisschläger und Kanonen (I Spy, Fernsehserie, 2 Folgen)
- 1965–1967: Laredo (Fernsehserie, 3 Folgen)
- 1966: Auf der Flucht (The Fugitive, Fernsehserie, 1 Folge)
- 1966: Die Schreckenskammer (Chamber of Horrors)
- 1966: Bonanza (Fernsehserie, 1 Folge)
- 1966–1975: Walt Disneys bunte Welt (The Wonderful World of Walt Disney, Fernsehserie, 9 Folgen)
- 1967: Invasion von der Wega (The Invaders, Fernsehserie, 1 Folge)
- 1967: The Reluctant Astronaut
- 1968: Der Chef (Ironside, Fernsehserie, 1 Folge)
- 1969: Hawaii Fünf-Null (Hawaii Five-O, Fernsehserie, 1 Folge)
- 1970: Dr. med. Marcus Welby (Marcus Welby, M.D., Fernsehserie, 1 Folge)
- 1970/1971: Night Gallery (Fernsehserie, 2 Folgen)
- 1971: Alias Smith und Jones (Alias Smith and Jones, Fernsehserie, 1 Folge)
- 1972/1973: Mannix (Fernsehserie, 2 Folgen)
- 1973: Hijack – Auf vollen Touren (Hijack, Fernsehfilm)
- 1973: Die Straßen von San Francisco (The Streets of San Francisco, Fernsehserie, 1 Folge)
- 1973: Columbo: Doppelter Schlag (Double Shock, Fernsehreihe)
- 1974: Abenteuer der Landstraße (undefined, Fernsehserie, eine Folge)
- 1974: Wenn Sally nicht wär’ (Dirty Sally, Fernsehserie, 14 Folgen)
- 1975: Abenteuer der Lüfte (The Sky's the Limit)
- 1975: Make-up und Pistolen (Police Woman, Fernsehserie, 1 Folge)
- 1977: Bernard und Bianca – Die Mäusepolizei (The Rescuers, Sprechrolle)
- 1978: Erwachendes Land (The Awakening Land, Miniserie, 1 Folge)
- 1978: Der Manitou (The Manitou)
- 1978: Die Waltons (The Waltons, Fernsehserie, 1 Folge)
- 1978: Lassie – Ein neuer Anfang (Lassie: A New Beginning, Fernsehfilm)
- 1978: Love Boat (The Love Boat, Fernsehserie, 1  Folge)
- 1978: Columbo: Waffen des Bösen (The Conspirators, Fernsehreihe)
- 1979: Drei Engel für Charlie (Charlie’s Angels, Fernsehserie, Folge Wenn Engel Urlaub machen)
- 1979: Es ist nie zu spät (Better Late Than Never, Fernsehfilm)
- 1979/1982: Fantasy Island (Fernsehserie, 2 Folgen)
- 1980: Hart aber herzlich (Hart to Hart, Fernsehserie, Folge Mit Degen und Revolver)
- 1980: Der unglaubliche Hulk (The Incredible Hulk, Fernsehserie, 1 Folge)
- 1981: Cap und Capper (The Fox and the Hound, Sprechrolle)
- 1981: Fesseln der Macht (True Confessions)
- 1981: Goliath – Sensation nach 40 Jahren (Goliath Awaits) (Fernsehfilm, 2 Teile)
- 1981/1984: Trapper John, M.D. (Fernsehserie, 2 Folgen)
- 1982: T. J. Hooker (Fernsehserie, 1 Folge)
- 1982: Die wilden Weiber von Sweetwater (The Wild Women of Chastity Gulch) (Fernsehfilm)
- 1982: Matt Houston (Fernsehserie, 1 Folge)
- 1983: Quincy (Quincy, M.E., Fernsehserie, 2 Folgen)
- 1983: Hotel (Fernsehserie, 1 Folge)
- 1984: Ein tödliches Spiel (Cloak & Dagger)
- 1985: Golden Girls (The Golden Girls, Fernsehserie, 1 Folge)
- 1985/1987: Harrys wundersames Strafgericht (Night Court, Fernsehserie, 2 Folgen)
- 1986: Chefarzt Dr. Westphall (St. Elsewhere, Fernsehserie, 1 Folge)
- 1987: Cagney & Lacey (Fernsehserie, 1 Folge)
- 1987: Street Justice
- 1988: Hunter (Fernsehserie, 1 Folge)
- 1989: MacGyver (Fernsehserie, Folge Die Madonna)
- 1990: Mein Lieber John (Dear John, Fernsehserie, 1 Folge)
- 1998: Der Pferdeflüsterer (The Horse Whisperer)